# Perameles
Perameles É. Geoffroy, 1804 è il genere dell'ordine dei Peramelemorfi che comprende i cosiddetti bandicoot dal naso lungo.
Comprende quattro specie, ma il bandicoot del deserto, avvistato l'ultima volta nel 1943, si ritiene ormai estinto:
- Bandicoot fasciato occidentale, Perameles bougainville
- Bandicoot del deserto, Perameles eremiana †
- Bandicoot fasciato orientale, Perameles gunnii
- Bandicoot dal naso lungo, Perameles nasuta